# Michal Martínek
Michal „Blackbeard“ Martínek (* 19. dubna 1990 Praha) je český profesionální bojovník smíšených bojových umění (MMA) těžké váhy (do 120 kg). Aktuálně zápasí v polské organizaci KSW. Měří 188 cm a váží 104 kg.

## Osobní život
Michal Martínek začínal s hokejem. V něm si zahrál extraligu juniorů, nastupoval za takové týmy jako jsou Sparta, Slavia a v Mladé Boleslavi se dokonce stal kapitánem.

## MMA kariéra
Michal Martínek svůj první zápas odbojoval v roce 2016 a hned ve stejném roce se představil na prvním galavečeru Oktagonu, kde se také v roce 2018 stal vůbec prvním šampionem organizace, když porazil Daniela Dittriicha.
V červenci 2019 dostal Michal šanci bojovat v "Dana White's Tuesday Contender Series", ale bohužel neuspěl. Jeho soupeř Brazilec Rodrigo Nascimento mu nedal šanci a vysněné smlouvy se tak Martínek nedočkal. Dle svých slov zápas neustál hlavně v hlavě. Po této  porážce se pak Martínek vrátil do České republiky a představil se na galavečeru Oktagon MMA 15. V souboji s Viktorem Peštou, který dříve působil v UFC byl Martínek velkým outsiderem a mnozí se divili, že kývl na souboj s tak těžkým soupeřem. V kuloárech se dokonce povídalo, že v případě 2 výher v řadě v České republice, dostane Pešta od UFC další šanci. Martínek ale svému soupeři nic nedaroval a v polovině prvního kola zvítězil TKO, když Peštovi jedním ze svých tvrdých úderů zlomil čelist.

## MMA výsledky
| Výsledek | Bilance | Soupeř             | Metoda                           | Událost                                             | Datum              | Kolo | Čas  | Místo                             | Poznámka                                               |
| -------- | ------- | ------------------ | -------------------------------- | --------------------------------------------------- | ------------------ | ---- | ---- | --------------------------------- | ------------------------------------------------------ |
| Výhra    | 12-6    | Matheus Scheffel   | TKO (zranění ruky)               | XTB KSW 108: Kaczmarczyk vs. Brichta                | 19. července 2025  | 1    | 5:00 | Olštýn, Polsko                    |                                                        |
| Prohra   | 11-6    | Stefan Vojčák      | TKO (údery)                      | KSW 99: Vojčák vs. Martínek                         | 19. října 2024     | 2    | 2:53 | Gliwice, Polsko                   |                                                        |
| Výhra    | 11-5    | Prince Aounallah   | KO (úder)                        | XTB KSW 93: Parnasse vs. Mircea                     | 6. dubna 2024      | 2    | 2:02 | Paříž, Francie                    | Knockout bonus noci.                                   |
| Prohra   | 10-5    | Darko Stošić       | KO (úder)                        | KSW 87: Stošić vs. Martínek                         | 14. října 2023     | 1    | 2:04 | Třinec, Česko                     |                                                        |
| Prohra   | 10-4    | Daniel Omielańczuk | Na body (split)                  | KSW 75: Stasiak vs. Ruchała                         | 14. říjen 2022     | 3    | 5:00 | Nowy Sącz, Polsko                 |                                                        |
| Výhra    | 10-3    | Filip Stawowy      | Na body (jednomyslné rozhodnutí) | KSW 71: Ziółkowski vs. Rajewski                     | 18. června 2022    | 3    | 5:00 | Toruň, Polsko                     |                                                        |
| Prohra   | 9-3     | Denis Smoldarev    | TKO (údery)                      | ACA 132                                             | 19. listopadu 2021 | 1    | 0:34 | Minsk, Bělorusko                  |                                                        |
| Výhra    | 9-2     | Tomas Pakutinskas  | Na body (split)                  | ACA 122                                             | 23. dubna 2021     | 3    | 5:00 | Minsk, Bělorusko                  |                                                        |
| Prohra   | 8-2     | Daniel James       | TKO (lokty a údery)              | ACA 114                                             | 26. listopadu 2020 | 2    | 3:32 | Lodž, Polsko                      |                                                        |
| Výhra    | 8-1     | Viktor Pešta       | TKO (zranění čelisti)            | OKTAGON MMA 15                                      | 9. listopadu 2019  | 1    | 2:49 | Praha, Česko                      | Obhájil titul organizace OKTAGON MMA v těžké váze.     |
| Prohra   | 7-1     | Rodrigo Nascimento | Donucení (arm-triangle choke)    | Dana White's Contender Series - Season 3, Episode 6 | 30. července 2019  | 1    | 3:16 | Las Vegas, Spojené státy americké |                                                        |
| Výhra    | 7-0     | Daniel Dittrich    | TKO (údery)                      | OKTAGON MMA 7                                       | 28. července 2018  | 3    | 2:23 | Praha, Česko                      | Stal se šampionem organizace OKTAGON MMA v těžké váze. |
| Výhra    | 6-0     | Krištof Nataška    | Na body (jednomyslné rozhodnutí) | OKTAGON MMA 5                                       | 17. března 2018    | 3    | 5:00 | Ostrava, Česko                    |                                                        |
| Výhra    | 5-0     | Benjamin Islami    | KO (úder)                        | OKTAGON MMA 4 - Challenge Finals 2                  | 12. listopadu 2017 | 1    | 2:40 | Bratislava, Slovensko             |                                                        |
| Výhra    | 4-0     | Daniel Dittrich    | Donucení (rear-naked choke)      | OKTAGON MMA 3                                       | 29. července 2017  | 1    | 3:38 | Praha, Česko                      |                                                        |
| Výhra    | 3-0     | Radoslav Tomasovič | TKO (údery)                      | OKTAGON MMA 2                                       | 7. dubna 2017      | 2    | 2:21 | Bratislava, Slovensko             |                                                        |
| Výhra    | 2-0     | Dušan Dědek        | TKO (údery)                      | OKTAGON MMA 1 - Challenge Finals 1                  | 10. prosince 2016  | 1    | 3:13 | Praha, Česko                      |                                                        |
| Výhra    | 1-0     | Alexander Uhlíř    | TKO (údery)                      | VFCL 2                                              | 24. září 2016      | 2    | N/A  | Ostrava, Česko                    |                                                        |